# Concerto Grosso no. 1 (Schnittke)
O Concerto Grosso nº 1 foi o primeiro dos seis concertos grosso do compositor soviético Alfred Schnittke . Foi escrito entre 1976 e 1977 a pedido de Gidon Kremer e Tatiana Grindenko, que também foram os solistas de violino em sua estreia em 21 de março de 1977, em Leningrado, juntamente com Yuri Smirnov nos instrumentos de teclado e a Orquestra de Câmara de Leningrado sob a regência de  Eri Klas .  É uma das mais conhecidas composições poliestilísticas de Schnittke e marcou sua descoberta no Ocidente . 

## História
Em maio de 1976, Gidon Kremer e Tatiana Grindenko pediram a Schnittke que compusesse uma obra para eles e para a Orquestra de Câmara da Lituânia do maestro Saulius Sondetskis, a ser apresentada várias vezes em 1977 e gravada.  Foi Kremer quem teve a ideia de um concerto grosso .  A trilha estava pronta no final de 1976, e a peça foi estreada em 21 de março de 1977 sob a batuta do maestro estoniano Eri Klas, um amigo em comum de Kremer e Schnittke, junto com a Orquestra de Câmara de Leningrado. Após a estreia, Schnittke fez várias mudanças na composição e as apresentações subsequentes da versão final seguiram-se em Vilnius, Moscou, Riga, Tallinn e Budapeste .
Na época, Schnittke não tinha permissão para viajar para fora do Bloco Soviético . Kremer deveria, portanto, convidar Schnittke para servir como cravista na Orquestra de Câmara da Lituânia em sua turnê pela Áustria e Alemanha no mesmo ano.  Schnittke pôde, portanto, assistir à estreia de sua peça no Ocidente. Durante o Festival de Salzburgo em agosto de 1977, Kremer e Grindenko gravaram a peça para o Eurodisc junto com a Orquestra Sinfônica de Londres sob a direção de Gennadi Rozhdestvensky . Quando a gravação do LP foi lançada em 1978, o Concerto Grosso foi acompanhado pelo Concerto para Violino de Sibelius .
Em 1988, a pedido do oboísta russo Viacheslav Lupachev, Schnittke fez uma nova versão do Concerto Grosso, com flauta e oboé (alternativamente duas flautas) substituindo os dois violinos.  A primeira gravação desta versão foi feita em 2008 pelo flautista Sharon Bezaly e o oboísta Christopher Cowie junto com a Orquestra Filarmônica do Cabo sob a batuta de Owain Arwel Hughes para o BIS .

## Estrutura
A obra é composta de dois violinos solo, uma orquestra de câmara de cordas integrada por 6 primeiros violinos, 6 segundos violinos, 4 violas, 4 violoncelos, 2 contrabaixos, um cravo e um piano preparado . Os dois instrumentos de teclado devem ser tocados por um único instrumentista. O piano é preparado por moedas inseridas entre as cordas em registro mais agudo, além de ser amplificado eletricamente para soar como um 'sino de igreja'. 
A peça consiste em seis movimentos:
1. Prelúdio (Andante)
2. Toccata (Allegro)
3. Recitativo (Lento)
4. Cadenza
5. Rondo (Agitato)
6. Poslúdio (Andante)

Um desempenho tipicamente dura cerca de 28 minutos.
O trabalho é dedicado a Gidon Kremer, Tatiana Grindenko e Saulius Sondeckis . Publicado pela Sikorski .

## Música
Schnittke estrutura seu Concerto Grosso nº 1 sobre a ideia barroca de um diálogo intenso entre a orquestra e os solistas. A instrumentação com dois violinos solo contra uma seção de cordas relativamente pequena e cravo se compara bem ao concerto grossos barrocos de Corelli e outros. Mas, segundo alguns estudiosos, nunca foi intenção de Schnittke escrever um concerto grosso "real", mas sim fazer seu comentário sobre a ideia de um concerto grosso barroco. 

A peça é representativa do poliestilismo e do uso de citações que Schnittke empregou nesse período. Schnittke abordou a questão de combinar diferentes estilos nas notas do programa para o público vienense em 1977:
Eu sonho com a Utopia de um estilo unido, onde fragmentos de 'U' (Unterhaltung) [entretenimento] e 'E' (Ernst) [seriedade] não são usados para efeito cômico, mas representam seriamente a realidade musical multifacetada. É por isso que decidi juntar alguns fragmentos de minhas trilhas de desenho animado: um refrão infantil alegre, uma serenata atonal nostálgica, um pedaço de Corelli 100% garantido (feito na URSS) e, por fim, o tango favorito da minha avó, tocado por minha bisavó em um cravo. Tenho certeza de que todos esses temas combinam muito bem, e eu os uso com absoluta seriedade. 
O desejo de Schnittke é antes de mais nada combinar expressões estilísticas aparentemente irreconciliáveis, em seu caso  ) como tangos com estilos eruditos como música atonal e música quase barroca . Por não achar que uma síntese dos estilos popular e clássico seja possível, ele a chama de 'utopia pura', mas isso nunca o impediu de tentar. 
Existem numerosas referências às trilhas sonoras cinematográficas de Schnittke na peça (Schnittke escreveu música para mais de 60 filmes). Por exemplo, o monograma ' BACH ' vem de sua música para um filme de animação chamado The Glass Harmonica . A melodia do tango no rondo foi ouvida pela primeira vez no filme The Agony (1974). A conclusão da cadenza é retirada do filme de animação The Butterfly . A melodia quase barroca na abertura do rondo era originalmente uma canção (cantada pelo ator-cantor russo Vladimir Vysotsky ) no início da trilha sonora de Schnittke para o filme Como o czar Pedro casou o homem negro . 

### I. Prelúdio
O primeiro movimento, Prelúdio, marcado como Andante, começa com uma melodia tipo canção infantil num piano preparado:
O tema principal é então introduzido pelos dois violinos solo, chamando-se um ao outro com intervalos de segundas menores, e geralmente ficando próximos um do outro pela mesma distância intervalar:
Depois de uma passagem solística nos dois violinos seguidos pelas violas, observe que inicia-se o segundo tema. Um solo de violino explora uma melodia na parte inferior de seu registro, seguido pelo segundo violino solo:
A melodia da canção infantil é então reintroduzida no cravo. Depois de um clímax em tutti, o movimento termina com os dois violinos solo em uma variação do tema principal.

### II. Tocata
O segundo movimento, Toccata, marcado como Allegro, é uma paródia diabólica de Vivaldi, repleta de cânones stretto. Os solistas abrem o movimento, mas são gradualmente unem-se o resto das cordas até que o movimento alcance um estado de frenesi.
Um segundo tema vivaldiano é então introduzido por violinos solo e cravo. Em seguida, segue um intenso diálogo entre solistas e orquestra. A tensão aumenta até que a orquestra termina em um agrupamento de tons . O grupo de tons é cortado e uma melodia de valsa é introduzida por violinos solo e cravo:
A melodia da valsa é baseada em todas as 12 notas da escala, começando com o motivo BACH .

### III. Recitativo
Após um breve descanso, a orquestra inicia o terceiro movimento, um Recitativo fúnebre marcado como Lento. Os intervalos de segundas menores e maiores dominam o discurso, relembrando o prelúdio. Tudo é rigidamente controlado até que os solistas comecem a produzir intervalos maiores e glissandi; um clímax incontrolável é alcançado e com tom febril a orquestra lentamente se arrasta para seu registro mais alto até atingir um grito agudo.

### 4. Cadenza
Os dois solistas de violino seguem com um apaixonado movimento de cadenza que chega ao frenesi. O súbito aparecimento de um motivo purcelliano leva diretamente ao próximo movimento.
O tema principal do quinto movimento Rondo, marcado como Agitato, tem um caráter vivaldiano enquanto se refere inequivocamente à dança húngara nº 5 de Johannes Brahms e é alternado entre os dois solistas de violino de forma quase canônica com acompanhamento agitado da orquestra:
Depois de um atrito entre os solistas e a orquestra, o movimento culmina num excerto grandioso, após a qual o andamento muda para Andante e a melodia da canção de ninar no piano é ouvida mais uma vez.

### VI. Poslúdio
Sem qualquer pausa, chega-se ao Poslúdio, completando um ciclo aos solistas retornarem ao tema das segundas menores desde o primeiro movimento.